# その名は101
『その名は101』（そのなはワンゼロワン）は、横山光輝の漫画。1977年から1979年まで、月刊少年チャンピオンに連載された。単行本は全5巻として発売された後、ハードカバー化されて全3巻として発売された。

## 概要
『バビル2世』第3部からのもうひとつの続編である。
『バビル2世』は当初の構想では1部のみで完結している作品であったが、人気におされ、第2部、第3部、第4部と書き継がれることとなった。ただ、第4部に関しては連載延長が急遽決まった（テレビアニメ版の高視聴率を受け、放送延長が急遽決定されたことによる）うえに構想が不十分であったことなども重なり、作者・横山光輝の満足のいく出来とはならなかった。そのため、第4部は当初、少年チャンピオン・コミックスでは収録されず、別バージョンの続編である本作が、先行して収録された。
なお、野口賢の漫画『バビル2世 ザ・リターナー』は、『バビル2世』、同　アニメ版、本作など、さまざまな作品の設定を引き継いでいる。

## あらすじ
アメリカの研究施設にコードネーム「101」として収容されていたバビル2世・山野浩一は、自分の血が死にかけている病人に活力を与えていると教えられ、研究に協力していた。しかし自分の提供していた血液が、実はCIAの超能力工作員を作り出すことに使われていたことを知り、逃走。自分の血によって生まれた超能力工作員を次々と殺していく。

## 登場人物
バビル2世／山野浩一（やまの こういち）
今作にて初めてバビル2世のフルネームが明らかとなる。またいくつかの設定が加えられており、「浩一の血を輸血された人間は傷病から驚くべき回復を示す」「一部の適合者は浩一と似た超能力を得る」などがあげられる。
「人助けの為」に血液を提供していたが、それはCIAの欺瞞であった。都合よく利用される立場だったと知ると脱走する。以降、CIAが生み出した超能力者を次々と抹殺していくが、虚しさだけが残っていく。そんな中、とある者から情報提供を受け、連絡の取れなくなっていた三つのしもべの居場所を知り、三つのしもべを解放し再び「バビル2世」として俗世と離れ生きる決心をする。が、情報提供の代償として求められた自身の血液が、事もあろうことかヨミの復活に使われたと知り、因縁を断ち切るべく最後の決着に向かう。
本作でも超人的な能力を持っていることには変わりないが、再三の銃撃によって瀕死の重傷を負ったり、相手の超能力によって苦戦を強いられる描写も多めになっている。また、救おうと思った相手を救いきれないことも多く、悲劇のヒーローとしての面が強調されている。
局長
それ以上の肩書きと本名は不明。CIAにおいて、山野浩一の血から超能力者を作り出す事と、作り出した超能力者の指揮を執る責任者。
王銀鈴（おう ぎんれい）
偶然山野浩一と知り合い、恋人どうしの関係になる。長い髪のよく似合う美人。
実はS国諜報機関の一員であり、その出会いも偶然ではなく仕組まれた芝居だったが、本当に浩一を好きになってしまう。葛藤の末にS国諜報機関を裏切り、浩一を逃がす時に仲間に撃たれて絶命する。
赤毛のジャック（あかげのジャック）
最初に浩一と戦った、CIAの超能力者。浩一と同じ能力を持つと自称し、刃を仕込んだボディスーツをまとい、高速で体を回転させる体術との併用で浩一を抹殺しようとする。だが浩一のエネルギー衝撃波の吸収能力と、ジャックを上回る発火能力の前に敗れる。
名称不明の超能力者
CIAの罠として、メソポリス共和国で超能力を使って暴れ回り、山野浩一をおびき出す。戦車に乗って浩一を追いつめるが、浩一の発火能力によって戦車内の弾薬が爆発し、敗れ去る。
ドミノ
山野浩一の血によって超能力とともに、秘めていた残虐性も発現した。その結果、所属していたCIAからも疎まれる存在となり、任務の名目で山野浩一暗殺任務に借り出される。
浩一の知り合いを誘拐し、幼い子供が持っていた人形に爆弾を仕込み、人質を解放すると言っておいて爆発させるなど、卑怯な手段を使う。
そのため浩一の激しい怒りを買い、テレパシーで昼夜問わず精神を罵られ、神経を擦り減らして街中で騒ぎを起こしてしまう。CIAからも見捨てられた形で隠れ場所をリークされてしまい、浩一と交戦した結果敗死する。
アーネスト
ペルミト共和国パラミンゴ大統領を暗殺するため、派遣された超能力者。顔の筋肉を変えての変装能力（後に山野浩一ほか、他の超能力者も持つ能力と判明）や、毒虫を使っての暗殺を行う。任務の途上、居合わせた山野浩一に敗れる。
スペンサー
本作の超能力者の中で唯一、山野浩一の血に由来しない独自の超能力を持つ。
金を稼ぎ楽をして暮らすため、CIAの研究所に自らの能力を売り込む。その際浩一が研究所に引き返してくる事を予知し、自分の能力を誇示するためにこれを迎え撃とうとする。が、その能力をニセモノと決め付けた警備部隊の隊長から非協力的な態度を取られて孤立状態に置かれる。
その能力は確度の高い遠隔視や予知能力（これは浩一ですら持っていない）に加え、強い念動力をも併せ持っており、自然発生的な能力者としてはかなりのハイレベル。しかし衝撃波や発火能力等の攻撃的な能力までは持たず、浩一と一対一の対決になった後、逆襲した浩一の衝撃波を受け死亡。浩一から「大昔なら預言者や神として崇められたかもしれないが、現在ではその能力は疎まれるだけ」と呟かれている。
ジェームス
かつて貧しい生活をしている際に、山野浩一の血の適合者としてCIAにスカウトされ、超能力者となる。任務上何人も殺しているが、そんな彼にもマリアという妻と息子と娘がおり、家族は大切に想っていた。山野浩一に殺されるが、妻子を思って絶命したジェームスの心を読んだ浩一に、かぎりないわびしさを感じさせる。
野口賢の漫画『バビル2世 ザ・リターナー』にも過去の出来事として登場し、彼の息子が作中の主要人物となる。
タルボ
ジェームスと山野浩一の戦いを観察し、ジェームズの敗因を見きわめて浩一を倒す作戦を行う。だが浩一が怪我をしたのを見て、その必要なしとして戦いを挑む。ジェームスと浩一の会話の中で、浩一によって倒された事が語られる。
ランバート
CIAの超能力者だったが、山野浩一と戦わせられる羽目になる事を怖れ、CIAを抜けて武器密売秘密組織に自らを売り込む。だが秘密組織の依頼で原爆輸送機をハイジャックした事から、山野浩一に超能力者の関与を疑われる事となる。結果、秘密組織にもCIAのスパイと疑われ、山野浩一との三つ巴の戦いとなり秘密組織を全滅させるも、浩一には敗れ去る。
レナード
作中において最後に山野浩一と対決する超能力者。超能力者どうしの対決では浩一には勝てないと悟ったCIAによって、自動迎撃設備を備えた施設に浩一を誘い込む作戦が遂行され、その囮となって浩一をおびき寄せる。
自動迎撃設備はかなりの威力を発揮し、浩一を弱らせることに成功したが、エネルギー衝撃波を浴びせ続けたのが災いし（浩一がエネルギー衝撃波を吸収する能力を持っていることは、最後までCIAの全員が知らなかった）、かえって体力を回復させてしまう。自身は衝撃波の使い過ぎで脱力してしまい、基地の爆発に巻き込まれて死亡する。
レナードが敗れた事によって、CIAの局長は浩一を倒すのは不可能と悟らされる。
SBC会長
アメリカきっての大企業のSBCの会長。北極海で発見したヨミを蘇らせて、自身の利益に利用すべく、三つのしもべの居場所の情報とその開放に必要な助手となるダンディの紹介と引き換えに、山野浩一の血を入手する。
ダンディ
爆弾の起爆装置解除の専門家。SBCによって成功報酬で雇われ、山野浩一に紹介される。三つのしもべに連動している水爆の起爆装置の解除を成功させ、三つのしもべ解放に決定的な役割を果たす。彼個人は起爆装置に関する情報を知っていたが、それに拘束されていた三つのしもべについては何も知らず、脱出時にその力と威容を目の当たりに見て驚愕していた。
その後約束通り大金を貰って悠々と去っていき、以降は登場しない。
ヨミ
山野浩一（バビル2世）の宿敵。北極海で仮死状態の姿でSBCによって発見され、SBCが手に入れた浩一の血によって蘇る（SBCは自社の利益のためにヨミの力を利用しようとしたが、激昂した浩一からは逆にヨミに利用されると叱責されている）。体力が回復しない内に駆けつけた浩一と対峙し、隠し持った銃で浩一を狙撃するが反撃で撃たれてそのまま昏倒し、浩一ともども生死不明となる。

## 派生作品
バビル2世 ザ・リターナー
本作と、本編である「バビル2世」の両方の設定を引き継いだ続編。原作：横山光輝、漫画：野口賢。